# 거제시의 국회의원

## 행정구역 변천
- 1953년 1월 1일 경상남도 통영군 장승포읍·장목면·둔덕면·거제면·사등면·일운면·동부면·하청면·연초면에 거제군 신설
- 1963년 1월 1일 장승포읍 수월리·양정리와 일운면 삼거리·문동리·상동리·고현리·장평리에 신현면 신설
- 1983년 2월 15일 동부면이 남부면으로 분면
- 1989년 1월 1일 장승포읍이 장승포시로 승격
- 1995년 1월 1일 장승포시와 거제군을 통합하여 거제시 설치

## 거제시의 역대 국회의원 일람
| 대수         | 이름                             | 소속정당       | 임기                             | 선거구역                         |
| ------------ | -------------------------------- | -------------- | -------------------------------- | -------------------------------- |
| 제3대        | 김영삼(金泳三)                   | 자유당         | 1954년 5월 31일~1958년 5월 30일  | 통영군 을: 거제군 일원           |
| 제4대        | 진석중(陳石中)                   | 자유당         | 1958년 5월 31일~1960년 7월 28일  | 거제군 일원                      |
| 제5대 민의원 | 윤병한(尹炳漢)                   | 민주당         | 1960년 7월 29일~1961년 5월 16일  | 거제군 일원                      |
| 제6대        | 김주인(金周仁)                   | 민주공화당     | 1963년 12월 17일~1967년 6월 30일 | 거제군 일원                      |
| 제7대        | 김주인(金周仁)                   | 민주공화당     | 1967년 7월 1일~1971년 6월 30일   | 거제군 일원                      |
| 제8대        | 이학만(李鶴晩)                   | 민주공화당     | 1971년 7월 1일~1972년 10월 17일  | 거제군 일원                      |
| 제9대        | 김주인(金周仁)                   | 민주공화당     | 1973년 3월 12일~1979년 3월 11일  | 충무시·통영군·거제군·고성군 일원 |
| 제9대        | 최재구(崔載九)                   | 민주공화당     | 1973년 3월 12일~1979년 3월 11일  | 충무시·통영군·거제군·고성군 일원 |
| 제10대       | 1979년 3월 12일~1980년 10월 27일 | 민주공화당     |                                  | 충무시·통영군·거제군·고성군 일원 |
| 제10대       | 1979년 3월 12일~1980년 10월 27일 | 김동욱(金東旭) | 신민당                           | 충무시·통영군·거제군·고성군 일원 |
| 제11대       | 이효익(李孝益)                   | 민주정의당     | 1981년 4월 11일~1985년 4월 10일  | 충무시·통영군·거제군·고성군 일원 |
| 제11대       | 조형부(曺亨富)                   | 무소속         | 1981년 4월 11일~1985년 4월 10일  | 충무시·통영군·거제군·고성군 일원 |
| 제12대       | 정순덕(鄭順德)                   | 민주정의당     | 1985년 4월 11일~1988년 5월 29일  | 충무시·통영군·거제군·고성군 일원 |
| 제12대       | 김봉조(金奉祚)                   | 신한민주당     | 1985년 4월 11일~1988년 5월 29일  | 충무시·통영군·거제군·고성군 일원 |
| 제13대       | 김봉조(金奉祚)                   | 통일민주당     | 1988년 5월 30일~1992년 5월 29일  | 거제군 일원                      |
| 제14대       | 김봉조(金奉祚)                   | 민주자유당     | 1992년 5월 30일~1996년 5월 29일  | 장승포시·거제군 일원             |
| 제15대       | 김기춘(金淇春)                   | 신한국당       | 1996년 5월 30일~2000년 5월 29일  | 거제시 일원                      |
| 제16대       | 김기춘(金淇春)                   | 한나라당       | 2000년 5월 30일~2004년 5월 29일  | 거제시 일원                      |
| 제17대       | 김기춘(金淇春)                   | 한나라당       | 2004년 5월 30일~2008년 5월 29일  | 거제시 일원                      |
| 제18대       | 윤영(尹英)                       | 한나라당       | 2008년 5월 30일~2012년 5월 29일  | 거제시 일원                      |
| 제19대       | 김한표(金漢杓)                   | 무소속         | 2012년 5월 30일~2016년 5월 29일  | 거제시 일원                      |
| 제20대       | 김한표(金漢杓)                   | 새누리당       | 2016년 5월 30일~2020년 5월 29일  | 거제시 일원                      |
| 제21대       | 서일준(徐一俊)                   | 미래통합당     | 2020년 5월 30일~2024년 5월 29일  | 거제시 일원                      |
| 제22대       | 서일준(徐一俊)                   | 국민의힘       | 2024년 5월 30일~                 | 거제시 일원                      |

## 같이 보기
- 거제시 (선거구)
- 거제군 (1988년 선거구)
- 장승포시·거제군
- 통영시의 국회의원
- 진주시의 국회의원
- 경남 고성군의 국회의원
- 거제군의 국회의원